# Asimetrično ratovanje
Asimetrično ratovanje (nesimetrično ratovanje) je rat među sukobljenim stranama čija se relativna vojna moć, odnosno strategija ili taktika značajno razlikuju. Ono se najčešće povezuje s ratovanjem među nejednakim protivnicima kada manje ili slabije snage moraju koristiti teren, vrijeme, iznenađenje ili određene slabosti većih i jačih protivničkih snaga radi ostvarenja pobjede, odnosno ostvarenja svojih strateških ciljeva.
Asimetrična prijetnja se definira kao „prijetnja koja proizlazi iz moguće uporabe različitih sredstava ili metoda radi zaobilaženja ili negiranja protivničkih sposobnosti, uz istovremeno korištenje njegovih slabosti radi postizanja nerazmjernog učinka“.
Pojam asimetričnog ratovanja obuhvaća mnoge ranije znatno određenije pojmove kao što su gerilsko ratovanje, špijunaža, nasilni otpor, nenasilni otpor, sabotaža i terorizam.

## Asimetrično ratovanje kroz povijest
Biblijska priča u kojoj David pobjeđuje Golijata kamenjem izbačenim iz praćke često se spominje kao primjer pobjede slabijeg i potlačenog nad jakim i moćnim. Davidova pobjeda simbolizira uspjeh novog i naprednog nad starim i zastarjelim; njegovo nadmoć u planiranju, vještini i znanju pobijedila je Golijatovu ovisnost o očitoj snazi, zastrašivanju i teškom oružju.
Hanibal je malom vojnom silom poduprt slabim saveznicima napao jake rimske snage na Apeninskom poluotoku. Uspješnom primjenom različitih oblika i kombinacija napadnih djelovanja ozbiljno je bio zaprijetio rimskoj vojsci i čitavoj tadašnjoj Rimskoj republici koja je imala 38 legija (preko 120 tisuća vojnika nasuprot četrdesetak tisuća pripadnika kartaške vojske).
Iz Drugog svjetskog rata izrasle su dvije jake sile, Sjedinjene Američke Države  i Sovjetski savez, kao dvije prevladavajuće svjetske velesile. Želeći osigurati svoju nadmoć, obje su ponekad pomagale određene političke grupacije unutar pojedinih blokova, odnosno NATO-a i Varšavskog pakta. Djelovanje takvih političkih grupacija je po svojoj prirodi bilo asimetrično, a u svom su „arsenalu“ nerijetko imale terorizam kao glavni oblik djelovanja (npr. Frakcija Crvene armije poznata kao skupina Baader-Meinhof).
Obje sile su pomagale različite političke skupine i u trećim državama (npr. pomoć SSSR-a borcima sjevernog Vijetnama u borbi protiv SAD-a te pomoć SAD-a mudžahedinima u borbi protiv sovjetske invazije u Afganistanu). Rat u Vijetnamu i rat mudžahedina protiv Crvene armije u Afganistanu su klasični primjeri asimetričnog rata. Međutim, zbog pomoći koju su od SSSR-a primali borci sjevernog Vijetnama i mudžahedini u Afganistanu od SAD-a, ti ratovi su, isto tako, klasični primjeri tzv. „posredničkog rata“ (en. proxy war) u kojem suprotstavljene supersile koriste treće države da bi ostvarile svoje vlastite ili onemogućile ostvarenje ciljeva druge suprotstavljene strane. Razdoblje hladnoga rata je puno primjera takvih sukoba.
Posthladnoratovsko razdoblje je dovelo do toga da istočne zemlje više nemaju potporu koju su imale u SSSR-u i nisu u stanju pratiti strateško naoružavanje na zapadu koje se uglavnom svodi na visokotehnološke inovacije, posebno u dijelu koji se odnosi na zračne snage i precizno dalekometno naoružanje. Te zemlje znatno više nego ranije ovise o manjim pokretnim postrojbama i korištenju postojećih zastarjelih vojnih platformi. Stoga se i u eventualnim budućim ratnim sukobima može očekivati primjena sredstava i taktika koje su svojstvene asimetričnom ratovanju.